# Phlebocarya filifolia
Phlebocarya filifolia är en enhjärtbladig växtart som först beskrevs av Ferdinand von Mueller, och fick sitt nu gällande namn av George Bentham. Phlebocarya filifolia ingår i släktet Phlebocarya och familjen Haemodoraceae. Inga underarter finns listade.